# Torn (Creed-låt)
Torn är en låt av rockbandet Creed. Den är från deras album My Own Prison från 1997, samt släppt på singel 1998. Det är en missuppfattning att efter frontmannen Scott Stapp blev utkastad från en kristen skola, och levde i en lägenhet med knappt någonting alls, och att han bara skrev ner sina tankar på en bit papper, vilket blev grunden för denna låt. Det har blivit avslöjat av Michael Tremonti, Mark Tremontis bror, att den här låten faktiskt var skriven helt och hållet av Mark. Låten nådde #3 på Billboards Mainstream Rock Tracks lista i USA.

## Listplaceringar
| Lista (1998)                                     | Topplacering |
| ------------------------------------------------ | ------------ |
| Kanadensiska RPM Alternative 30                  | 18           |
| Amerikanska Billboard Hot Mainstream Rock Tracks | 3            |
| Amerikanska Active Rock                          | 1            |